# دهستان چاه ریگان
دهستان چاه ریگان، یکی از دهستان‌های بخش چاه مرید شهرستان کهنوج در استان کرمان ایران است. مرکز این دهستان، شهر چاه مرید است.

## جمعیت
بر پایه سرشماری عمومی نفوس و مسکن در سال ۱۳۹۵، جمعیت دهستان چاه ریگان برابر با ۴٬۶۵۱ نفر بوده‌است.